# Maarten Schouten
Maarten Schouten (11 december 1943) is een Nederlands luitenant-generaal buiten dienst der Genie van de Landmacht.

## Biografie
Schouten begon zijn militaire carrière in 1961 op de Koninklijke Militaire Academie te Breda waarna hij zes jaar later zijn studie afsloot. In de loop der jaren heeft Schouten veel plaatsingen bij het wapen der genie meegemaakt. Later heeft hij als generaal belangrijke operationele functies bekleed bij de Koninklijke Landmacht, waaronder commandant 41e Geniebataljon, commandant 12e Pantserinfanterie-brigade en commandant van het 1e Legerkorps. Na zijn functie als plaatsvervangend chef Defensiestaf volgt op 4 juli 1996 zijn functie tot bevelhebber der Landstrijdkrachten. Hij volgde toen de omstreden en bekende generaal Couzy op, die met leeftijdsontslag ging. Als BLS moest Schouten de rust in de landmachttop herstellen na het Srebrenica-drama. Na zijn functie als BLS werd Schouten benoemd tot Director Combined Joint Planning Staff bij de NAVO te Bergen (Mons). In zijn functie als BLS werd hij op 6 april 2001 opgevolgd door luitenant-generaal der Artillerie Ad van Baal. In september 2004 ging Schouten met leeftijdsontslag. Van februari 2006 tot juni 2008 was Schouten project directeur-generaal Herinrichting Vreemdelingenketen en project-directeur-generaal Een Kleiner en Beter Justitie bij het ministerie van Justitie. Schouten was van 2010-2015 Voorzitter van de Raad van Toezicht van het Legermuseum (in Delft) en van 2015-2019 Plaatsvervangend Voorzitter van de Raad van Toezicht van Defensiemuseum (in Soesterberg). Sinds 2019 bekleedt hij geen officiële functies meer.

## Onderscheidingen
Schouten werd meerdere malen onderscheiden:
- Commandeur in de Orde van Oranje-Nassau met de Zwaarden
- Ridder in de Orde van de Nederlandse Leeuw
- Officierskruis
- Huwelijksmedaille 1966
- Officier in de Orde van Verdienste van Frankrijk
- Bronzen Soldaat